# Isla Brikama
Isla Brikama (en inglés: Brikama Island) es una isla fluvial en el río Gambia, en África Occidental parte del país de Gambia.
La isla se encuentra a unos siete kilómetros de distancia, entre las Islas Kai Hai, y las Islas Baboon, tiene casi 1.400 metros de largo y en su punto más ancho unos 270 metros.  La isla se encuentra cerca de la orilla izquierda del Gambia, en un canal de 15 metros de ancho.